# 一致熔融
化合物熔化形成的液体与固体成分相同时，就会发生一致熔融，与不一致熔融相對。一致熔融通常发生於双组分体系。一般情况下，设A和B是两种组分，AB是由它们化学结合形成的稳定固体化合物。画出系统相图，則有三个固相，即A、B和化合物AB。相应地，这三个固相有三个熔点或冰点曲线AC、BE和CDE。相图中顶点D是化合物AB的熔点，因为此時固相和液相组成相同。在这个温度下，由于固、液相均只含有化合物AB，双组分体系变成了单组分体系。
一致熔融点代表确定的温度，就像纯组分的熔点一样。在相图中，化合物AB的熔点D高于纯组分A和B的熔点，但这并不一定正确。在已知不同类型的体系中，一致熔融点小于纯组分的熔点。
这种情况发生於金属间化合物，如MgSi2。